# ARS Produktion
ARS Produktion ist ein deutsches Klassik-Label. 

## Geschichte
Das Unternehmen wurde 1988 von Annette Schumacher gegründet. Es hat seinen Sitz in Ratingen. Annette Schumacher ist eine bei Paul Meisen ausgebildete Konzertflötistin. Nach jahrelanger aktiver Musikerlaufbahn konnte sie sich mit der Gründung des Klassiklabels einen großen Wunsch erfüllen. 

## Repertoire und Auszeichnungen
Das Ziel des Klassiklabels ist es, jungen, aufstrebenden Künstlern und interessanten Programmen Marktchancen zu vermitteln. Dies geschieht unter anderem durch internationalen Vertrieb und Vermarktung. Außerdem möchte das Label ihnen eine individuelle musikalische Heimat geben. ARS Produktion steht bei seinen Produktionen für eine hohe Aufnahmequalität. Verantwortlich dafür ist der Tonmeister und Aufnahmeleiter Manfred Schumacher. Es wird besonderer Wert auf die klanglichen Erfordernisse der jeweiligen Werke, Musikepochen und Instrumente gelegt und dafür die neueste Technik eingesetzt. 
Aufnahmen von ARS Produktion wurden mehrfach mit dem ECHO Klassik, den International Classical Music Awards, sowie dem Excellentia Award und dem Supersonic Award der Fachzeitschrift pizzicato ausgezeichnet.

## Musiker und Ensembles
Einige Musiker und Ensembles, die mit ARS Produktion aufgenommen haben:
- Matthias Bartolomey & Clemens Zeilinger
- Danae Dörken
- Kathrin ten Hagen
- Friedrich Kleinhapl
- Vincent Larderet
- Florian Noack
- Roberto Paternostro
- Yury Revich
- Nadège Rochat
- Vestard Shimkus
- Dresdner Kapellsolisten
- Ensemble Esperanza
- Israel Chamber Orchestra
- Kölner Akademie
- Yuhao Guo & Benjamin Hewat-Craw